# Atenea (revista española)
La Revista Atenea de Seguridad y Defensa es una publicación independiente perteneciente al Grupo Atenea. Su principal finalidad es «la de promover, desde una información veraz, el interés sobre los temas de Seguridad y Defensa, colaborar en el fomento de la conciencia de la misma, tanto a través de artículos de profesionales de prestigio como sirviendo de medio de promoción y difusión de seminarios, jornadas o foros de discusión. También pretende ayudar desde la libertad a la formación de criterios sobre dichos temas».
La publicación está pensada desde la perspectiva de los valores y de la seguridad que promueven las democracias occidentales, principalmente la de la Unión Europea, y declara estar abierta a cuantas líneas de pensamiento u opinión quieran expresarse en ella, sin más límite que el respeto debido a los demás y a la legalidad vigente. En su contenido mensual se incluyen, junto con artículos de fondo dirigidos a analizar los conflictos, amenazas y riesgos existentes en la actualidad, otros de carácter divulgativo sobre las Fuerzas Armadas y las industrias de defensa, noticias de actualidad, etc.

## Difusión
Nacida en el 2008, la difusión prevista abarca principalmente el mundo de habla hispana y portuguesa: península ibérica e Iberoamérica.
Con independencia de su venta en quioscos o mediante suscripciones, la revista tiene prevista su distribución en los principales centros de pensamiento y decisión estatales, culturales e industriales de las naciones en que se difunda.